# NGC 3695
NGC 3695 = NGC 3698 ist eine verschmelzende Balken-Spiralgalaxie vom Hubble-Typ SBbc im Sternbild Großer Bär am Nordsternhimmel. Sie ist schätzungsweise 462 Mio. Lichtjahre von der Milchstraße entfernt und hat einen Durchmesser von etwa 125.000 Lj.
Im selben Himmelsareal befinden sich u. a. die Galaxien NGC 3694 und NGC 3700.
Das Objekt wurde am 31. März 1867 von Robert Stawell Ball (als NGC 3695 gelistet) und am 18. März 1876 von Johan Ludvig Emil Dreyer entdeckt (als NGC 3698 aufgeführt). Robert Ball benutzte für seine Entdeckung William Parsons Teleskop, den „Leviathan of Parsonstown“.